# Popovice (Dolní Bukovsko)
Popovice jsou vesnice, část městyse Dolní Bukovsko v okrese České Budějovice v Jihočeském kraji. Nachází se asi 1,7 kilometru jihozápadně od Dolního Bukovska. Je zde evidováno 19 adres. V roce 2011 zde trvale žilo 35 obyvatel.
V katastrálním území Popovice u Dolního Bukovska leží i část obce Hvozdno.

## Historie
První písemná zmínka o vesnici pochází z roku 1562.

## Obyvatelstvo
| Rok            | 1869 | 1880 | 1890 | 1900 | 1910 | 1921 | 1930 | 1950 | 1961 | 1970 | 1980 | 1991 | 2001 | 2011 | 2021 |
| -------------- | ---- | ---- | ---- | ---- | ---- | ---- | ---- | ---- | ---- | ---- | ---- | ---- | ---- | ---- | ---- |
| Počet obyvatel | 130  | 125  | 98   | 103  | 92   | 106  | 103  | 77   | 77   | 70   | 53   | 38   | 22   | 35   | 42   |
| Počet domů     | 19   | 19   | 19   | 17   | 16   | 17   | 19   | 19   | 40   | 17   | 16   | 17   | 20   | 21   | 20   |

## Obecní správa
Při sčítání lidu v letech 1850–1936 Popovice byly osadou obce Hvozdno v okrese Týn nad Vltavou. V letech 1936–1942 byly samostatnou obcí v okrese České Budějovice. V letech 1942–1945 byly znovu osadou obce Hvozdno, ale v letech 1945–1962 byly uváděny znovu jako obec, se kterým patřily nejprve do okresu Týn nad Vltavou, ale od roku 1960 v okrese České Budějovice. Od 1. ledna 1963 jsou částí městyse Dolní Bukovsko v okrese České Budějovice. V letech 1950–1962 k obci patřilo Hvozdno.

## Galerie

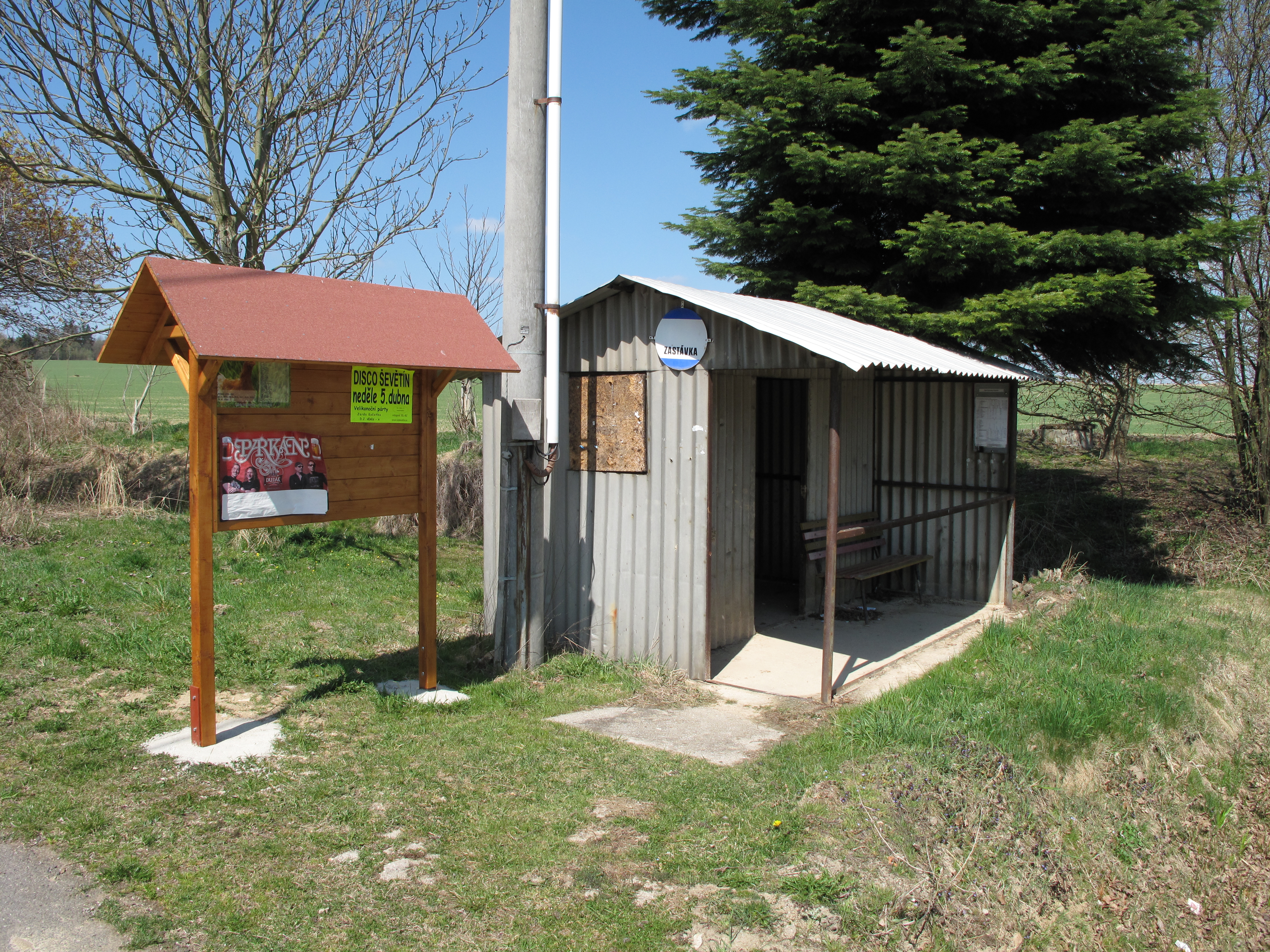
Autobusová zastávka
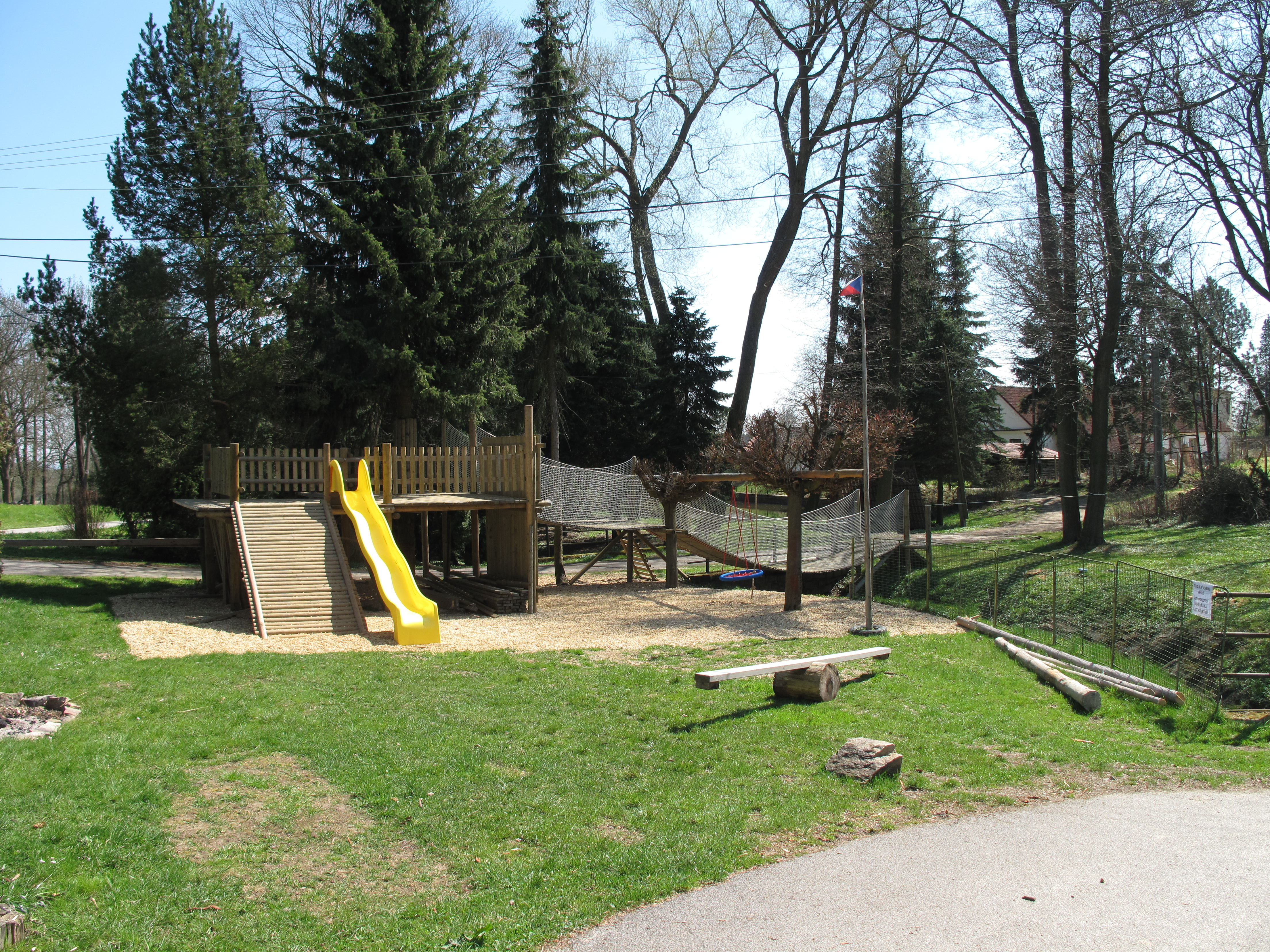
Dětské hřiště
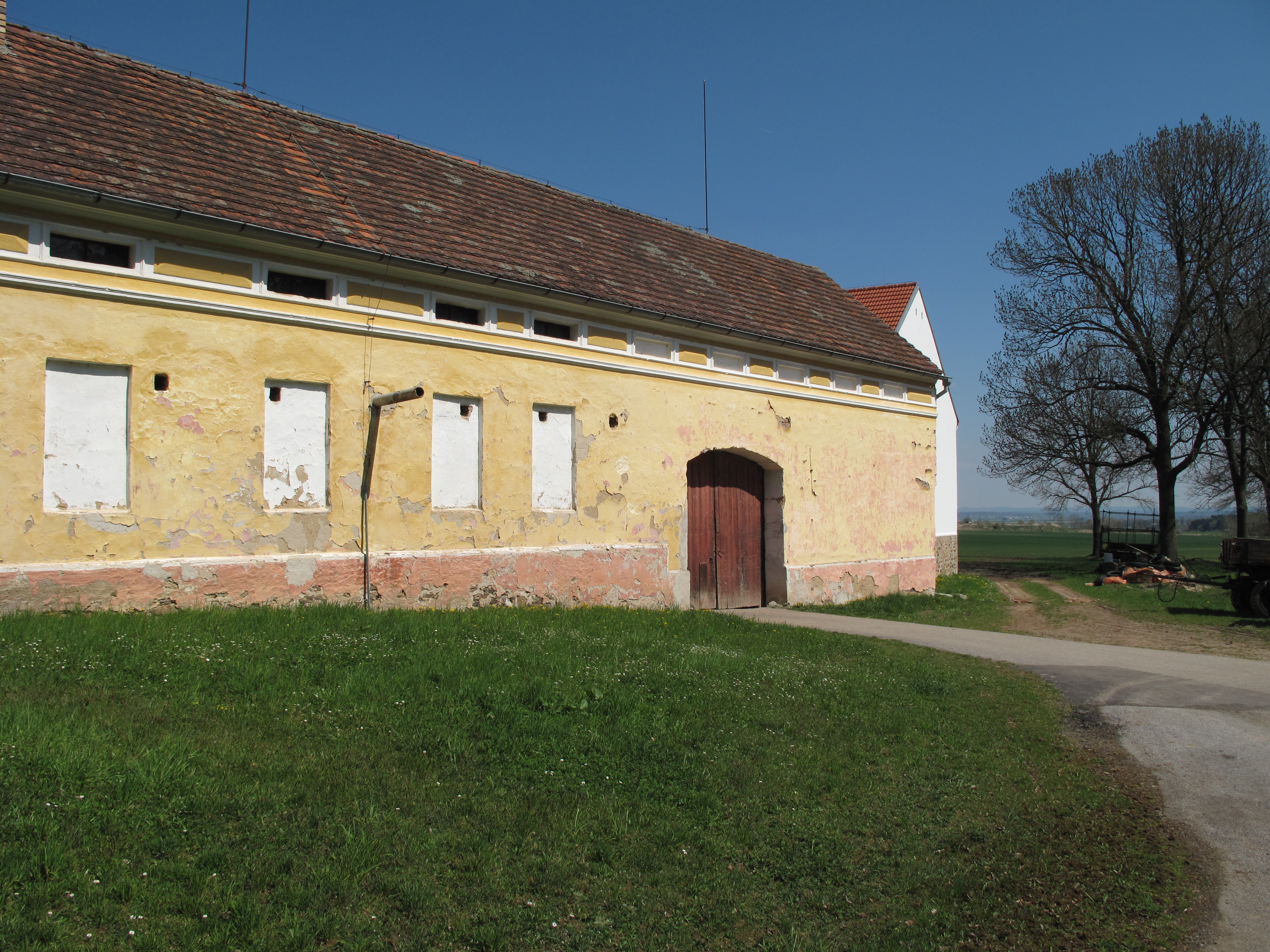
Statek
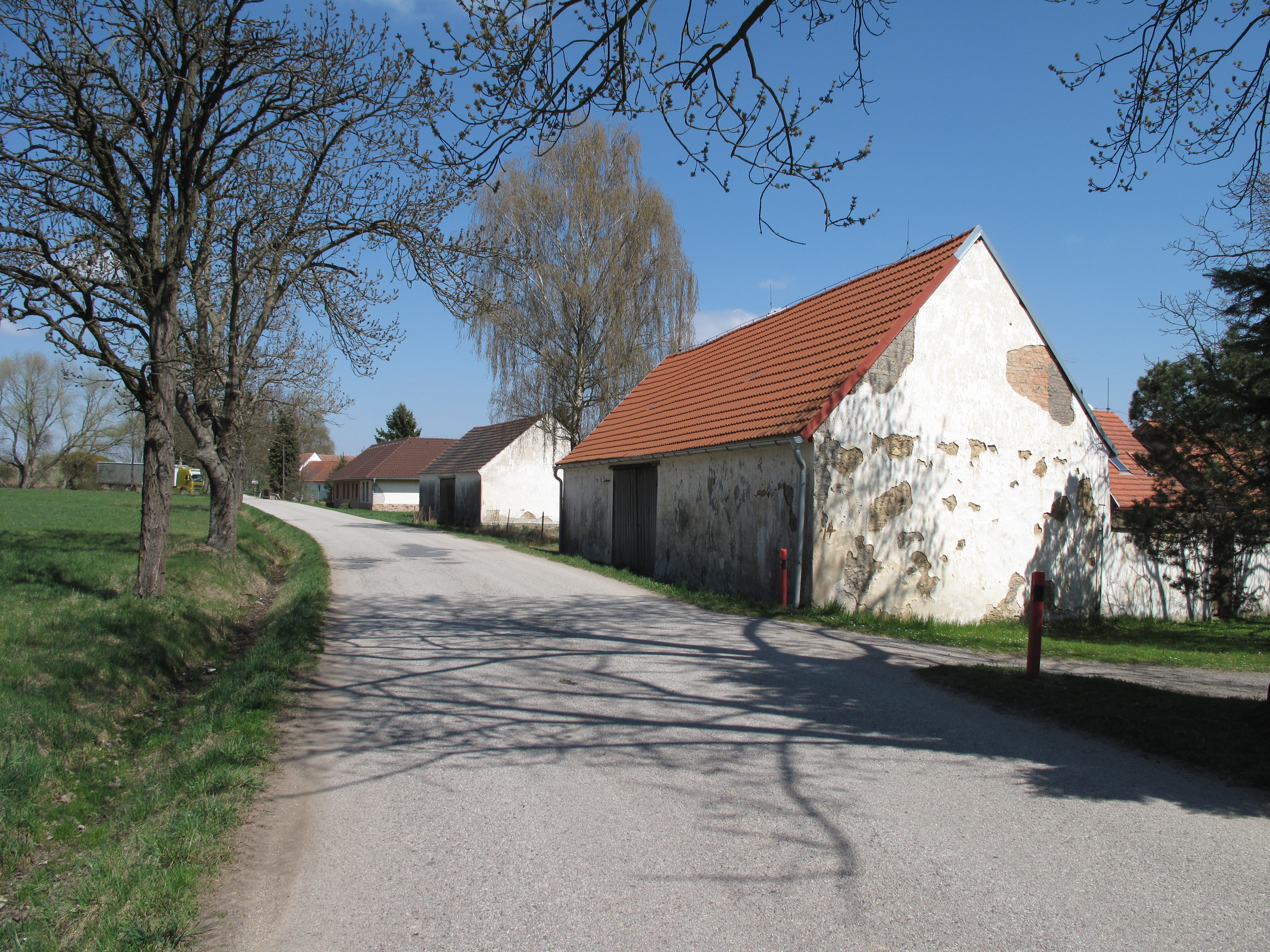
Stodoly